# Phoebanthus
Phoebanthus, biljni rod iz porodice glavočika (Compositae) smješten u podtribus Helianthinae, dio tribusa Heliantheae.
Postoje dvije vrste zeljastih trajnica sa jugoistočnog SAD–a (Alabama i Florida).

## Vrste
1. Phoebanthus grandiflorus S.F.Blake
2. Phoebanthus tenuifolius S.F.Blake

## Sinonimi
Nema.